# Helmut Satz
Helmut Satz (* 13. April 1936 in Berlin) ist ein deutscher theoretischer Physiker, der sich mit der Thermodynamik stark wechselwirkender Materie beschäftigt.
Satz studierte an der Michigan State University und der  Universität Hamburg, wo er 1963 promovierte und sich 1967 habilitierte (Über die statistische Beschreibung hochenergetischer Vielteilchenerzeugungsreaktionen). Danach war er unter anderem in Los Angeles, am CERN in Genf und in Helsinki. Satz ist seit 1971 Professor für Theoretische Physik an der Universität Bielefeld, wo er – zuletzt  Dekan des Fachbereichs – 2001 emeritiert wurde. 1974 bis 1981 war er im Direktorium des Zentrums für Interdisziplinäre Forschung der Universität Bielefeld, 1975/76 und 1979/80 geschäftsführender Direktor. Außerdem war er Gastwissenschaftler am Brookhaven National Laboratory (BNL, 1985 bis 1989) und am CERN, wo er 1989 bis 1995 beurlaubt von der Universität Bielefeld die Schwerionenstoß-Experimente als Theoretiker betreute.
Satz befasste sich insbesondere mit der Physik des Quark-Gluon-Plasmas (QGP), das bei Schwerionenstößen untersucht wird und der Zustand der Materie in der Anfangszeit des Universums war. Der Phasenübergang vom Hadronengas zum Quark-Gluon-Gas findet nach Simulationen mit Gittereichtheorien bei etwa 1012 Kelvin statt. Das Universum befand sich etwa eine Milliardstelsekunde nach dem Urknall für etwa 10 Mikrosekunden in diesem Zustand, bevor die Hadronen kondensierten. Beim Nachweis des QGP in Schwerionenstößen ist man auf verschiedene Signaturen angewiesen, die zusammen indirekt Hinweise auf das QGP geben, eine davon stammt von Satz und Tetsuo Matsui 1986, die Unterdrückung der Bildung von J/{\displaystyle \Psi } Teilchen (gebundene Zustände schwerer Quarks, hier aus Charm- und Anticharm-Quarks), da diese im Quark-Gluon-Plasma bildlich gesprochen zu „schmelzen“ beginnen. Aufgrund solcher Signaturen wurde 2000 am CERN  der Nachweis des Quark-Gluon-Plasmas bekanntgegeben. Satz entwickelte ferner Anwendungen der statistischen Physik (Perkolation) und der Astrophysik (Hawking-Strahlung) für Probleme der starken Wechselwirkung.
In Bielefeld simulierte er mit seinen Mitarbeitern (wie Frithjof Karsch, der bei ihm 1982 promovierte) auch Quark-Gluon-Plasmen mit Hochleistungs-Parallelrechnern, die speziell für die Simulation in der QCD entwickelt wurden. 1992 bis 1997 koordinierte Satz das EU-Netzwerk Computational Particle Physics, in dem Bielefeld eine führende Rolle spielte. Satz war als Mitglied der Europäischen Rechner-Gremien für Kernphysik NuPECC und Elementarteilchenphysik ECFA an der Planung von Hochleistungsrechner-Zentren beteiligt. Nach seiner Emeritierung war er von 2002 bis 2004 Gulbenkian-Professor an der Technischen Universität Lissabon, Portugal.
1979 bis 1986 war er Herausgeber der Einzelreihe „C: Particles and Fields“ der Zeitschrift für Physik. Satz ist seit 1994 Mitglied der Finnischen Akademie der Wissenschaften und seit 2014 Ehrendoktor der Universität Breslau/Wrocław in Polen. Seit 2020 ist er auch Mitglied der Polnischen Akademie der Künste und Wissenschaften in Krakau.

## Schriften
- Herausgeber: Many degrees of freedom in particle theory, Plenum Press 1976 (Symposium an der Universität Bielefeld)
- Herausgeber: Statistical mechanics of quarks and hadrons, North Holland 1981 (Symposium an der Universität Bielefeld 1980)
- Herausgeber mit Maurice Jacob: Quark matter formation and heavy ion collisions, World Scientific 1982 (Symposium an der Universität Bielefeld)
- Herausgeber mit Sourav Sarkar und Bikash Sinha: The physics of the quark-gluon plasma, Springer Verlag 2010 (Winterschule in Jaipur, Indien)
- Extreme States of Matter in Strong Interaction Physics: An Introduction, Springer, Berlin/Heidelberg, 2012, ISBN 978-3-642-23907-6.
- Gottes unsichtbare Würfel: Die Physik an den Grenzen des Erforschbaren, C.H.Beck, 2013, ISBN 978-3-406-65549-4.
- Ultimate Horizons: Probing the Limits of the Universe, Springer, Berlin/Heidelberg, 2013, ISBN 978-3-642-41656-9.
- Kosmische Dämmerung: die Welt vor dem Urknall, C.H. Beck, 2016, ISBN 978-3-406-69787-6.
- Before Time Began: The Big Bang and the Emerging Universe, Oxford University Press, 2017, ISBN 978-0-19-879242-0.
- The Rules of the Flock: Self-Organization and Swarm Structure in Animal Societies, Oxford University Press, 2020,  ISBN 978-0-19-885339-8.
- Heuschrecken haben keinen König, Verlag Wiley-VCH, 2021, ISBN 978-3-527-34749-0.